# Saison 2024-2025 du United Rugby Championship
Navigation
United Rugby Championship 2023-2024 United Rugby Championship 2025-2026
La saison 2024-2025 du United Rugby Championship est la 24e édition de la compétition professionnelle de rugby à XV. Elle est la quatrième sous l'appellation United Rugby Championship. La compétition voit s'affronter seize franchises sud-africaines, écossaises, galloises, irlandaises et italiennes.
Le championnat débute le 20 septembre 2024 et s'achève le 14 juin 2025 par la finale de la compétition.
Les Glasgow Warriors sont les tenants du titre 2024 après leur victoire en finale contre les Bulls.
À l'issue de la saison, le Leinster remporte la compétition pour la neuvième fois, la première sous le format du United Rugby Championship, après avoir battu les Bulls 32 à 7 à domicile.

## Présentation

### Organisation
La saison se déroule à partir du 21 septembre 2024 jusqu'à la finale de la compétition le 14 juin 2025.
Pour la deuxième saison, les poules nationales ne sont plus considérées pour la qualification en Champions Cup et ne prennent en compte que les résultats des six matchs disputés contre les autres équipes de la poule pour attribuer un titre national (ou transnational dans le cas de la poule italo-écossaise) nommé Bouclier. De ce fait, à cause de leur classement, aucune équipe galloise ne participe à la Champions Cup cette saison.

### Participants
| Franchise                 | Classement 2023-2024   | Entraîneur en chef     | Capitaine                     | Stade                     | Capacité               | Compétition de l'EPCR  |
| Franchises irlandaises    | Franchises irlandaises | Franchises irlandaises | Franchises irlandaises        | Franchises irlandaises    | Franchises irlandaises | Franchises irlandaises |
| ------------------------- | ---------------------- | ---------------------- | ----------------------------- | ------------------------- | ---------------------- | ---------------------- |
| Connacht                  | 11e                    | Peter Wilkins (en)     | Cian Prendergast              | Galway Sportsground       | 8 129                  | Challenge Cup          |
| Leinster                  | 3e, demi-finaliste     | Leo Cullen             | Caelan Doris                  | RDS Arena                 | 18 500                 | Champions Cup          |
| Munster                   | 1re, demi-finaliste    | Graham Rowntree        | Tadhg Beirne                  | Thomond Park              | 25 600                 | Champions Cup          |
| Ulster                    | 6e, quart-de-finaliste | Richie Murphy (en)     | Iain Henderson                | Ravenhill Stadium         | 18 196                 | Champions Cup          |
| Franchises galloises      |                        |                        |                               |                           |                        |                        |
| Cardiff Rugby             | 12e                    | Matt Sherratt (en)     | Liam Belcher (en)             | Cardiff Arms Park         | 12 125                 | Challenge Cup          |
| Dragons                   | 15e                    | Dai Flanagan (en)      | Ben Carter                    | Rodney Parade             | 8 700                  | Challenge Cup          |
| Ospreys                   | 8e, quart-de-finaliste | Toby Booth (en)        | Jac Morgan                    | Liberty Stadium           | 20 827                 | Challenge Cup          |
| Scarlets                  | 13e                    | Dwayne Peel            | Josh Macleod (en)             | Parc y Scarlets           | 14 870                 | Challenge Cup          |
| Franchises écossaises     |                        |                        |                               |                           |                        |                        |
| Édimbourg                 | 10e                    | Sean Everitt (en)      | Grant Gilchrist Ben Vellacott | Edinburgh Rugby Stadium   | 7 800                  | Challenge Cup          |
| Glasgow Warriors          | 4e, champion           | Franco Smith           | Kyle Steyn                    | Scotstoun Stadium         | 7 351                  | Champions Cup          |
| Franchises italiennes     |                        |                        |                               |                           |                        |                        |
| Benetton Trévise          | 7e, quart-de-finaliste | Marco Bortolami        | Michele Lamaro Eli Snyman     | Stadio Comunale di Monigo | 5 000                  | Champions Cup          |
| Zebre Parma               | 16e                    | Massimo Brunello (en)  | Danilo Fischetti              | Stade Sergio-Lanfranchi   | 5 000                  | Challenge Cup          |
| Franchises sud-africaines |                        |                        |                               |                           |                        |                        |
| Bulls                     | 2e, finaliste          | Jake White             | Elrigh Louw Ruan Nortjé       | Loftus Versfeld Stadium   | 51 762                 | Champions Cup          |
| Lions                     | 9e                     | Ivan van Rooyen (en)   | Marius Louw (en)              | Ellis Park Stadium        | 62 567                 | Challenge Cup          |
| Sharks                    | 14e                    | John Plumtree          | Lukhanyo Am                   | Kings Park Stadium        | 52 000                 | Champions Cup          |
| Stormers                  | 5e, quart-de-finaliste | John Dobson (en)       | Salmaan Moerat                | Cape Town Stadium         | 55 000                 | Champions Cup          |

Légende des couleurs
- Tenant du titre

## Compétition

### Faits marquants de la saison
Le 26 janvier 2025, le Zebre Parma s'impose 15 à 14 sur la pelouse de l'Ulster et met fin à une disette de quatre ans sans victoire à l'extérieur en URC, soit 36 matchs.

### Poules
Les franchises sont réparties en quatre poules en fonction de leur pays d'origine et se dispute un trophée national (ou transnational dans le cas de la poule italo-écossaise) en ne prenant en compte que les résultats des matchs avec les trois autres équipes de la poule.

#### Bouclier irlandais

##### Résultats
| Résultats (▼dom., ►ext.) | CON   | LEI   | MUN   | ULS   |
| Connacht                 | —     | 12-33 | 24-30 | 7-17  |
| Leinster                 | 20-12 | —     | 26-12 | 41-17 |
| Munster                  | 35-33 | 7-28  | —     | 38-20 |
| Ulster                   | 32-27 | 20-27 | 19-22 | —     |

- Victoire à domicile
- Match nul
- Victoire à l'extérieur

##### Classement
| Rang | Club     | J | V | N | D | Bo | Bd | Pm  | Pe  | Diff | Pts |
| ---- | -------- | - | - | - | - | -- | -- | --- | --- | ---- | --- |
| 1    | Leinster | 6 | 6 | 0 | 0 | 5  | 0  | 175 | 80  | +95  | 29  |
| 3    | Munster  | 6 | 4 | 0 | 2 | 4  | 0  | 144 | 150 | -6   | 20  |
| 2    | Ulster   | 6 | 2 | 0 | 4 | 1  | 2  | 125 | 162 | -37  | 11  |
| 4    | Connacht | 6 | 0 | 0 | 6 | 3  | 3  | 115 | 167 | -52  | 6   |

#### Bouclier gallois

##### Résultats
| Résultats (▼dom., ►ext.) | CAR   | DRA   | OSP   | SCA   |
| Cardiff Rugby            | —     | 31-23 | 13-13 | 19-25 |
| Dragons RFC              | 22-24 | —     | 23-21 | 23-31 |
| Ospreys                  | 19-36 | 57-24 | —     | 23-22 |
| Scarlets                 | 15-24 | 32-15 | 38-22 | —     |

- Victoire à domicile
- Match nul
- Victoire à l'extérieur

##### Classement
| Rang | Club          | J | V | N | D | Bo | Bd | Pm  | Pe  | Diff | Pts |
| ---- | ------------- | - | - | - | - | -- | -- | --- | --- | ---- | --- |
| 1    | Cardiff Rugby | 6 | 4 | 1 | 1 | 4  | 1  | 147 | 117 | +30  | 23  |
| 2    | Scarlets      | 6 | 4 | 0 | 2 | 3  | 1  | 163 | 126 | +37  | 20  |
| 3    | Ospreys       | 6 | 2 | 1 | 3 | 1  | 1  | 155 | 156 | -1   | 12  |
| 4    | Dragons       | 6 | 1 | 0 | 5 | 0  | 1  | 130 | 196 | -66  | 5   |

#### Bouclier italo-écossais

##### Résultats
| Résultats (▼dom., ►ext.) | BEN   | EDI   | GLA  | ZEB   |
| Benetton Trévise         | —     | 21-18 | 33-7 | 11-10 |
| Édimbourg Rugby          | 50-33 | —     | 10-7 | 17-22 |
| Glasgow Warriors         | 42-10 | 33-14 | —    | 33-3  |
| Zebre Parma              | 12-24 | 25-25 | 6-14 | —     |

- Victoire à domicile
- Match nul
- Victoire à l'extérieur

##### Classement
| Rang | Club               | J | V | N | D | Bo | Bd | Pm  | Pe  | Diff | Pts |
| ---- | ------------------ | - | - | - | - | -- | -- | --- | --- | ---- | --- |
| 1    | Glasgow Warriors T | 6 | 4 | 0 | 2 | 3  | 1  | 136 | 76  | +60  | 20  |
| 2    | Benetton Trévise   | 6 | 4 | 0 | 2 | 3  | 0  | 132 | 139 | -7   | 19  |
| 3    | Édimbourg Rugby    | 6 | 2 | 1 | 3 | 1  | 2  | 134 | 141 | -7   | 13  |
| 4    | Zebre Parma        | 6 | 1 | 1 | 4 | 0  | 1  | 88  | 124 | -36  | 7   |

#### Bouclier sud-africain

##### Résultats
| Résultats (▼dom., ►ext.) | BUL   | LIO   | SHA   | STO   |
| Bulls                    | —     | 31-19 | 19-29 | 16-19 |
| Lions                    | 22-35 | —     | 38-14 | 30-23 |
| Sharks                   | 20-17 | 25-22 | —     | 21-15 |
| Stormers                 | 32-33 | 29-10 | 24-20 | —     |

- Victoire à domicile
- Match nul
- Victoire à l'extérieur

##### Classement
| Rang | Club     | J | V | N | D | Bo | Bd | Pm  | Pe  | Diff | Pts |
| ---- | -------- | - | - | - | - | -- | -- | --- | --- | ---- | --- |
| 1    | Sharks   | 6 | 4 | 0 | 2 | 2  | 1  | 129 | 135 | -6   | 19  |
| 2    | Stormers | 6 | 3 | 0 | 3 | 3  | 3  | 142 | 130 | +12  | 18  |
| 3    | Bulls    | 6 | 3 | 0 | 3 | 3  | 2  | 151 | 141 | +10  | 17  |
| 4    | Lions    | 6 | 2 | 0 | 4 | 1  | 1  | 141 | 157 | -16  | 10  |

### Phase régulière

#### Résultats
L'équipe qui reçoit est indiquée dans la colonne de gauche.
| Résultats (▼dom., ►ext.) | BEN   | BUL   | CAR   | CON   | DRA   | EDI   | GLA   | LEI   | LIO   | MUN   | OSP   | SCA   | SHA   | STO   | ULS   | ZEB   |
| Benetton Trévise         | —     | 15-17 | 20-19 | —     | —     | 21-18 | 33-7  | 5-35  | —     | —     | —     | 20-20 | 38-10 | —     | 34-19 | 11-10 |
| Bulls                    | —     | —     | 45-21 | —     | 55-15 | 22-16 | —     | 21-20 | 31-19 | —     | —     | —     | 19-29 | 16-19 | 47-21 | 63-24 |
| Cardiff Rugby            | —     | —     | —     | —     | 31-23 | —     | 36-52 | —     | 20-17 | 26-21 | 13-13 | 19-25 | 22-42 | —     | 21-19 | 22-17 |
| Connacht                 | 38-30 | 14-28 | 24-19 | —     | 31-7  | 21-31 | —     | 12-33 | —     | 24-30 | —     | —     | 36-30 | —     | 7-17  | —     |
| Dragons                  | 21-31 | —     | 22-24 | —     | —     | —     | 20-45 | —     | 19-23 | 19-38 | 23-21 | 23-31 | 30-33 | —     | 30-34 | —     |
| Édimbourg Rugby          | 50-33 | —     | 27-8  | —     | 38-5  | —     | 10-7  | 31-33 | —     | —     | —     | —     | 17-18 | 38-7  | 47-17 | 17-22 |
| Glasgow Warriors         | 42-10 | 19-26 | —     | 22-19 | —     | 33-14 | —     | —     | 42-0  | 28-25 | 31-32 | 17-15 | —     | —     | —     | 33-3  |
| Leinster                 | —     | —     | 42-24 | 20-12 | 34-6  | —     | 13-5  | —     | 24-6  | 26-12 | —     | —     | —     | 36-12 | 41-17 | 76-5  |
| Lions                    | 31-42 | 22-35 | —     | 26-7  | —     | 55-21 | —     | —     | —     | —     | 29-28 | 19-32 | 38-14 | 30-23 | 35-22 | —     |
| Munster                  | 30-21 | 13-16 | —     | 35-33 | —     | 28-34 | —     | 7-28  | 17-10 | —     | 23-0  | 29-8  | —     | —     | 38-20 | —     |
| Ospreys                  | 43-0  | 19-29 | 19-36 | 43-40 | 57-24 | 22-13 | —     | 19-22 | —     | —     | —     | 23-22 | —     | 37-24 | —     | —     |
| Scarlets                 | —     | 23-22 | 15-24 | 23-24 | 32-15 | 30-24 | —     | 35-22 | —     | —     | 38-22 | —     | —     | 17-29 | —     | 30-8  |
| Sharks                   | —     | 20-17 | —     | —     | —     | —     | 28-24 | 7-10  | 25-22 | 41-24 | 29-10 | 12-3  | —     | 21-15 | —     | 35-34 |
| Stormers                 | 54-5  | 32-33 | 34-24 | —     | 48-12 | —     | 17-28 | —     | 29-10 | 34-19 | —     | —     | 24-20 | —     | —     | —     |
| Ulster                   | —     | —     | —     | 32-27 | —     | —     | 20-19 | 20-27 | —     | 19-22 | 36-12 | 30-28 | 19-22 | 38-34 | —     | 14-15 |
| Zebre Parma              | 12-24 | —     | —     | 12-22 | 31-21 | 25-25 | 6-14  | —     | 9-10  | 42-33 | 22-17 | —     | —     | 5-36  | —     | —     |

- Victoire à domicile
- Match nul
- Victoire à l'extérieur

Des points de bonus offensifs sont donnés à l'équipe marquant quatre essais et défensifs à l'équipe qui perd par moins de sept points d'écart.

#### Classement général
| Rang | Club                  | J  | V  | N | D  | Bo | Bd | Pm  | Pe  | Diff | Pts |
| ---- | --------------------- | -- | -- | - | -- | -- | -- | --- | --- | ---- | --- |
| 1    | Leinster P            | 18 | 16 | 0 | 2  | 11 | 1  | 542 | 256 | +286 | 76  |
| 2    | Bulls                 | 18 | 14 | 0 | 4  | 9  | 3  | 542 | 361 | +181 | 68  |
| 3    | Sharks P              | 18 | 13 | 0 | 5  | 7  | 3  | 436 | 402 | +34  | 62  |
| 4    | Glasgow Warriors P, T | 18 | 11 | 0 | 7  | 10 | 5  | 468 | 327 | +141 | 59  |
| 5    | Stormers              | 18 | 10 | 0 | 8  | 11 | 4  | 507 | 418 | +89  | 55  |
| 6    | Munster               | 18 | 9  | 0 | 9  | 11 | 4  | 444 | 429 | +15  | 51  |
| 7    | Édimbourg Rugby       | 18 | 8  | 1 | 9  | 9  | 6  | 471 | 407 | +64  | 49  |
| 8    | Scarlets P            | 18 | 9  | 1 | 8  | 6  | 4  | 427 | 382 | +45  | 48  |
| 9    | Cardiff Rugby         | 18 | 8  | 1 | 9  | 10 | 3  | 409 | 477 | -68  | 47  |
| 10   | Benetton Trévise      | 18 | 9  | 1 | 8  | 7  | 1  | 393 | 478 | -85  | 46  |
| 11   | Lions                 | 18 | 8  | 0 | 10 | 5  | 3  | 402 | 440 | -38  | 40  |
| 12   | Ospreys               | 18 | 7  | 1 | 10 | 6  | 4  | 437 | 454 | -17  | 40  |
| 13   | Connacht              | 18 | 6  | 0 | 12 | 9  | 6  | 420 | 472 | -52  | 39  |
| 14   | Ulster                | 18 | 7  | 0 | 11 | 5  | 5  | 414 | 506 | -92  | 38  |
| 15   | Zebre Parma           | 18 | 5  | 1 | 12 | 3  | 4  | 302 | 503 | -201 | 29  |
| 16   | Dragons               | 18 | 1  | 0 | 17 | 1  | 4  | 335 | 637 | -302 | 9   |

Phase finale
- 1er à 8e : quarts de finale

Compétitions de l'EPCR 2025-2026
- Qualifié en Champions Cup
- Autres : Qualifié en Challenge Cup

Abréviations
- T : Tenant du titre
- P : Premier de poule

### Phase finale

#### Tableau final
Les équipes les mieux classées au classement général ont l'avantage de recevoir lors des quarts, demis et la finale.
|  | Quarts de finale                          | Quarts de finale              | Quarts de finale                          | Quarts de finale              |          |          | Demi-finales                  | Demi-finales                  | Demi-finales                  | Demi-finales                  |  |  | Finale                      | Finale                      | Finale                      | Finale                      |
|  |                                           |                               |                                           |                               |          |          |                               |                               |                               |                               |  |  |                             |                             |                             |                             |
|  | 31 mai, Aviva Stadium, Dublin             | 31 mai, Aviva Stadium, Dublin | 31 mai, Aviva Stadium, Dublin             | 31 mai, Aviva Stadium, Dublin |          |          | 7 juin, Aviva Stadium, Dublin | 7 juin, Aviva Stadium, Dublin | 7 juin, Aviva Stadium, Dublin | 7 juin, Aviva Stadium, Dublin |  |  | 14 juin, Croke Park, Dublin | 14 juin, Croke Park, Dublin | 14 juin, Croke Park, Dublin | 14 juin, Croke Park, Dublin |
|  | 31 mai, Aviva Stadium, Dublin             | 31 mai, Aviva Stadium, Dublin | 31 mai, Aviva Stadium, Dublin             | 31 mai, Aviva Stadium, Dublin |          |          | 7 juin, Aviva Stadium, Dublin | 7 juin, Aviva Stadium, Dublin | 7 juin, Aviva Stadium, Dublin | 7 juin, Aviva Stadium, Dublin |  |  | 14 juin, Croke Park, Dublin | 14 juin, Croke Park, Dublin | 14 juin, Croke Park, Dublin | 14 juin, Croke Park, Dublin |
|  | 1                                         | Leinster                      | 33                                        | 33                            |          |          | 7 juin, Aviva Stadium, Dublin | 7 juin, Aviva Stadium, Dublin | 7 juin, Aviva Stadium, Dublin | 7 juin, Aviva Stadium, Dublin |  |  | 14 juin, Croke Park, Dublin | 14 juin, Croke Park, Dublin | 14 juin, Croke Park, Dublin | 14 juin, Croke Park, Dublin |
|  | 1                                         | Leinster                      | 33                                        | 33                            |          |          | 7 juin, Aviva Stadium, Dublin | 7 juin, Aviva Stadium, Dublin | 7 juin, Aviva Stadium, Dublin | 7 juin, Aviva Stadium, Dublin |  |  | 14 juin, Croke Park, Dublin | 14 juin, Croke Park, Dublin | 14 juin, Croke Park, Dublin | 14 juin, Croke Park, Dublin |
|  | 8                                         | Scarlets                      | 21                                        | 21                            |          |          | 7 juin, Aviva Stadium, Dublin | 7 juin, Aviva Stadium, Dublin | 7 juin, Aviva Stadium, Dublin | 7 juin, Aviva Stadium, Dublin |  |  | 14 juin, Croke Park, Dublin | 14 juin, Croke Park, Dublin | 14 juin, Croke Park, Dublin | 14 juin, Croke Park, Dublin |
|  | 8                                         | Scarlets                      | 21                                        | 21                            | Leinster | Leinster | 37                            | 37                            |                               |                               |  |  | 14 juin, Croke Park, Dublin | 14 juin, Croke Park, Dublin | 14 juin, Croke Park, Dublin | 14 juin, Croke Park, Dublin |
|  | 30 mai, Scotstoun Stadium, Glasgow        |                               |                                           |                               | Leinster | Leinster | 37                            | 37                            |                               |                               |  |  | 14 juin, Croke Park, Dublin | 14 juin, Croke Park, Dublin | 14 juin, Croke Park, Dublin | 14 juin, Croke Park, Dublin |
|  |                                           |                               | Glasgow Warriors                          | Glasgow Warriors              | 19       | 19       |                               |                               |                               |                               |  |  | 14 juin, Croke Park, Dublin | 14 juin, Croke Park, Dublin | 14 juin, Croke Park, Dublin | 14 juin, Croke Park, Dublin |
|  | 4                                         | Glasgow Warriors              | Glasgow Warriors                          | Glasgow Warriors              | 19       | 19       | 36                            | 36                            |                               |                               |  |  | 14 juin, Croke Park, Dublin | 14 juin, Croke Park, Dublin | 14 juin, Croke Park, Dublin | 14 juin, Croke Park, Dublin |
|  | 4                                         | Glasgow Warriors              | 7 juin, Loftus Versfeld Stadium, Pretoria |                               |          |          | 36                            | 36                            |                               |                               |  |  | 14 juin, Croke Park, Dublin | 14 juin, Croke Park, Dublin | 14 juin, Croke Park, Dublin | 14 juin, Croke Park, Dublin |
|  | 5                                         | Stormers                      | 18                                        | 18                            |          |          |                               |                               |                               |                               |  |  | 14 juin, Croke Park, Dublin | 14 juin, Croke Park, Dublin | 14 juin, Croke Park, Dublin | 14 juin, Croke Park, Dublin |
|  | 5                                         | Stormers                      | 18                                        | 18                            | Leinster | Leinster | 32                            | 32                            |                               |                               |  |  |                             |                             |                             |                             |
|  | 31 mai, Kings Park Stadium, Durban        |                               |                                           |                               | Leinster | Leinster | 32                            | 32                            |                               |                               |  |  |                             |                             |                             |                             |
|  |                                           |                               | Bulls                                     | Bulls                         | 7        | 7        |                               |                               |                               |                               |  |  |                             |                             |                             |                             |
|  | 2                                         | Sharks                        | Bulls                                     | Bulls                         | 7        | 7        | 24                            | 24                            |                               |                               |  |  |                             |                             |                             |                             |
|  | 2                                         | Sharks                        |                                           |                               |          |          |                               |                               |                               |                               |  |  |                             |                             |                             |                             |
|  | 7                                         | Munster                       | 24                                        | 24                            |          |          |                               |                               |                               |                               |  |  |                             |                             |                             |                             |
|  | 7                                         | Munster                       | 24                                        | 24                            | Bulls    | Bulls    | 25                            | 25                            |                               |                               |  |  |                             |                             |                             |                             |
|  | 31 mai, Loftus Versfeld Stadium, Pretoria |                               |                                           |                               | Bulls    | Bulls    | 25                            | 25                            |                               |                               |  |  |                             |                             |                             |                             |
|  |                                           |                               | Sharks                                    | Sharks                        | 13       | 13       |                               |                               |                               |                               |  |  |                             |                             |                             |                             |
|  | 3                                         | Bulls                         | Sharks                                    | Sharks                        | 13       | 13       | 42                            | 42                            |                               |                               |  |  |                             |                             |                             |                             |
|  | 3                                         | Bulls                         |                                           |                               |          |          |                               | 42                            |                               |                               |  |  |                             |                             |                             |                             |
|  | 6                                         | Édimbourg Rugby               | 33                                        | 33                            |          |          |                               |                               |                               |                               |  |  |                             |                             |                             |                             |
|  | 6                                         | Édimbourg Rugby               | 33                                        | 33                            |          |          |                               |                               |                               |                               |  |  |                             |                             |                             |                             |
|  |                                           |                               |                                           |                               |          |          |                               |                               |                               |                               |  |  |                             |                             |                             |                             |

#### Quarts de finale
| 30 mai 2025 19 h 35 CEST | Glasgow Warriors | 36 - 18 (19 - 13) | Stormers | Scotstoun Stadium, Glasgow 6 867 spectateurs Arbitre : Andrew Brace |
| 30 mai 2025 19 h 35 CEST | Essai(s) : 5 Darge (9e), Rowe (14e, 45e), Venter (27e), Horne (51e) Transformation(s) : 4 Horne (10e, 15e, 46e, 52e) Pénalité(s) : 1 Horne (55e) | Rapport           | Essai(s) : 2 Senatla (25e, 42e) Transformation(s) : 1 Mngomezulu (26e) Pénalité(s) : 2 Mngomezulu (6e, 18e) Carton(s) jaune(s) : 1 Senatla (8e) | Scotstoun Stadium, Glasgow 6 867 spectateurs Arbitre : Andrew Brace |
| 30 mai 2025 19 h 35 CEST | | Rapport           | | Scotstoun Stadium, Glasgow 6 867 spectateurs Arbitre : Andrew Brace |

| 31 mai 2025 12 h 30 CEST | Bulls | 42 - 33 (21 - 18) | Édimbourg Rugby | Loftus Versfeld Stadium, Pretoria 20 056 spectateurs Arbitre : Adam Jones (en) |
| 31 mai 2025 12 h 30 CEST | Essai(s) : 6 Hanekom (18e), Kriel (31e), Vorster (en) (36e), Moodie (42e), Johannes (en) (46e), Nortjé (51e) Transformation(s) : 3 Johannes (43e, 47e, 52e) Pénalité(s) : 2 Johannes (10e, 61e) Carton(s) jaune(s) : 2 de Klerk (en) (2e), van Heerden (en) (58e) | Rapport           | Essai(s) : 5 Goosen (en) (4e, 63e), Thompson (13e, 28e), Ashman (58e) Transformation(s) : 4 Thompson (5e, 14e, 29e, 59e) Carton(s) jaune(s) : 1 Thompson (60e) | Loftus Versfeld Stadium, Pretoria 20 056 spectateurs Arbitre : Adam Jones (en) |
| 31 mai 2025 12 h 30 CEST | | Rapport           | | Loftus Versfeld Stadium, Pretoria 20 056 spectateurs Arbitre : Adam Jones (en) |

| 31 mai 2025 15 h CEST | Leinster | 33 - 21 (15 - 14) | Scarlets | Aviva Stadium, Dublin 12 879 spectateurs Arbitre : Hollie Davidson |
| 31 mai 2025 15 h CEST | Essai(s) : 4 Lowe (4e), Gibson-Park (9e), Osborne (45e), Keenan (59e) Transformation(s) : 2 Prendergast (9e, 45e) Pénalité(s) : 3 Prendergast (35e, 65e, 73e) | Rapport           | Essai(s) : 3 Rogers (19e), Murray (40e), Williams (70e) Transformation(s) : 3 Costelow (20e, 41e), Lloyd (70e) Carton(s) jaune(s) : 2 Hepburn (55e), Fifita (72e) | Aviva Stadium, Dublin 12 879 spectateurs Arbitre : Hollie Davidson |
| 31 mai 2025 15 h CEST | | Rapport           | | Aviva Stadium, Dublin 12 879 spectateurs Arbitre : Hollie Davidson |

| 31 mai 2025 17 h 30 CEST | Sharks | tab (6-4) 24 - 24 (0 - 7) (24 - 24) (24 - 24) | Munster | Kings Park Stadium, Durban Arbitre : Mike Adamson (en) |
| 31 mai 2025 17 h 30 CEST | Essai(s) : 3 Hooker (45e), Fassi (67e), Mbatha (en) (72e) Transformation(s) : 3 Ja. Hendrikse (46e, 68e, 73e) | Rapport                                       | Essai(s) : 3 Nash (9e), Wycherley (56e), Kilgallen (60e) Transformation(s) : 3 Crowley (10e, 57e, 61e) Pénalité(s) : 1 Murray (76e) | Kings Park Stadium, Durban Arbitre : Mike Adamson (en) |
| 31 mai 2025 17 h 30 CEST | | Rapport                                       | | Kings Park Stadium, Durban Arbitre : Mike Adamson (en) |

#### Demi-finales
| 7 juin 2025 15 h 45 CEST | Leinster | 37 - 19 (25 - 5) | Glasgow Warriors                                                                              | Aviva Stadium, Dublin 15 762 spectateurs Arbitre : Andrea Piardi |
| 7 juin 2025 15 h 45 CEST | Essai(s) : 6 Sheehan (3e, 40e+1), Osborne (28e, 54e), Clarkson (33e), Frawley (58e) Transformation(s) : 2 Prendergast (4e, 55e) Pénalité(s) : 1 Prendergast (23e) | Rapport          | Essai(s) : 3 Horne (5e), Dobie (72e), Tuipulotu (79e) Transformation(s) : 2 Jordan (72e, 79e) | Aviva Stadium, Dublin 15 762 spectateurs Arbitre : Andrea Piardi |
| 7 juin 2025 15 h 45 CEST | | Rapport          |                                                                                               | Aviva Stadium, Dublin 15 762 spectateurs Arbitre : Andrea Piardi |

| 7 juin 2025 18 h 15 CEST | Bulls | 25 - 13 (15 - 3) | Sharks                                                                       | Loftus Versfeld Stadium, Pretoria 47 214 spectateurs Arbitre : Andrew Brace |
| 7 juin 2025 18 h 15 CEST | Essai(s) : 3 de Klerk (en) (8e), Moodie (22e), Kriel (67e) Transformation(s) : 2 Goosen (9e), Johannes (en) (68e) Pénalité(s) : 2 Goosen (36e), Johannes (57e) Carton(s) jaune(s) : 3 Vorster (en) (29e), Hanekom (37e), Coetzee (41e) | Rapport          | Essai(s) : 2 Mapimpi (45e), Hooker (53e) Pénalité(s) : 1 Jo. Hendrikse (27e) | Loftus Versfeld Stadium, Pretoria 47 214 spectateurs Arbitre : Andrew Brace |
| 7 juin 2025 18 h 15 CEST | | Rapport          |                                                                              | Loftus Versfeld Stadium, Pretoria 47 214 spectateurs Arbitre : Andrew Brace |

#### Finale
| 14 juin 2025 18 h CEST | Leinster | 32 - 7 (19 - 0) | Bulls                                                               | Croke Park, Dublin 46 127 spectateurs Arbitre : Andrea Piardi |
| 14 juin 2025 18 h CEST | Essai(s) : 4 Conan (6e), Barrett (14e), van der Flier (23e), Gunne (73e) Transformation(s) : 3 Prendergast (7e, 14e), Byrne (74e) Pénalité(s) : 2 Prendergast (45e, 68e) | Rapport         | Essai(s) : 1 van der Merwe (51e) Transformation(s) : 1 Goosen (51e) | Croke Park, Dublin 46 127 spectateurs Arbitre : Andrea Piardi |
| 14 juin 2025 18 h CEST | | Rapport         |                                                                     | Croke Park, Dublin 46 127 spectateurs Arbitre : Andrea Piardi |

| Leinster · Titulaires · 15 Jimmy O'Brien · 14 Tommy O'Brien · 13 Garry Ringrose · 12 Jordie Barrett 14e · 11 James Lowe · 10 Sam Prendergast · 09 Luke McGrath · 08 Jack Conan 6e · 07 Josh van der Flier 23e · 06 Ryan Baird · 05 James Ryan · 04 Joe McCarthy · 03 Tom Clarkson · 02 Dan Sheehan · 01 Andrew Porter · Remplaçants · 16 Rónan Kelleher · 17 Jack Boyle · 18 Rabah Slimani · 19 RG Snyman · 20 Max Deegan · 21 Fintan Gunne 73e · 22 Ross Byrne · 23 Jamie Osborne · Entraîneur · Leo Cullen |  | Bulls · Titulaires · Willie le Roux 15 · Canan Moodie 14 · David Kriel 13 · Harold Vorster (en) 12 · Sebastian de Klerk (en) 11 · Johan Goosen 10 · Embrose Papier 90 · Marcell Coetzee 80 · Ruan Nortjé 70 · Marco van Staden 60 · JF van Heerden (en) 50 · Cobus Wiese (en) 40 · Wilco Louw 30 · Johan Grobbelaar 20 · Jan-Hendrik Wessels 10 · Remplaçants · 51e Akker van der Merwe 16 · Alulutho Tshakweni (en) 17 · Mornay Smith (en) 18 · Jannes Kirsten 19 · Nizaam Carr 20 · Zak Burger (en) 21 · Keagan Johannes (en) 22 · Devon Williams (en) 23 · Entraîneur · Jake White |

## Statistiques

### Meilleurs réalisateurs
Le demi d'ouverture d'Édimbourg Rugby, Ross Thompson, termine meilleur réalisateur de la saison avec ses 128 points inscrits. Ils sont composés de 37 transformations, 13 pénalités et de trois essais.
| Rang | Joueur           | Club             | Poste                     | Points | Essais | Transf. | Pén. | Drops |
| ---- | ---------------- | ---------------- | ------------------------- | ------ | ------ | ------- | ---- | ----- |
| 1    | Ross Thompson    | Édimbourg Rugby  | Demi d'ouverture          | 128    | 3      | 37      | 13   | -     |
| 2    | Ioan Lloyd       | Scarlets         | Demi d'ouverture, arrière | 126    | -      | 24      | 26   | -     |
| 3    | Dan Edwards      | Ospreys          | Demi d'ouverture          | 120    | 5      | 28      | 12   | 1     |
| 4    | Jordan Hendrikse | Sharks           | Demi d'ouverture, arrière | 118    | 2      | 30      | 16   | -     |
| 5    | Sacha Mngomezulu | Stormers         | Demi d'ouverture, centre  | 98     | 4      | 21      | 8    | 4     |
| 6    | David Kriel      | Bulls            | Centre, arrière           | 90     | 8      | 13      | 8    | -     |
| -    | Jacob Umaga      | Zebre Parma      | Demi d'ouverture          | 90     | 3      | 24      | 9    | -     |
| 8    | Ross Byrne       | Leinster         | Demi d'ouverture          | 80     | 1      | 27      | 7    | -     |
| 9    | Sam Prendergast  | Leinster         | Demi d'ouverture          | 80     | 2      | 23      | 8    | -     |
| 10   | George Horne     | Glasgow Warriors | Demi de mêlée             | 72     | 9      | 12      | 1    | -     |

### Meilleurs marqueurs
Plusieurs joueurs terminent meilleur marqueur de la compétition. Tom Farrell (en), George Horne, Harri Millard (en), Canan Moodie, Blair Murray et Leolin Zas (en) inscrivent neuf essais chacun.
| Rang | Joueur                  | Club             | Poste                 | Essais |
| ---- | ----------------------- | ---------------- | --------------------- | ------ |
| 1    | Tom Farrell (en)        | Munster          | Centre                | 9      |
| -    | George Horne            | Glasgow Warriors | Demi de mêlée         | 9      |
| -    | Harri Millard (en)      | Cardiff Rugby    | Ailier, centre        | 9      |
| -    | Canan Moodie            | Bulls            | Ailier, centre        | 9      |
| -    | Blair Murray            | Scarlets         | Ailier, arrière       | 9      |
| -    | Leolin Zas (en)         | Stormers         | Ailier                | 9      |
| 7    | Jamie Dobie             | Glasgow Warriors | Demi de mêlée, ailier | 8      |
| -    | Gabriel Hamer-Webb (en) | Cardiff Rugby    | Ailier                | 8      |
| -    | Ethan Hooker            | Sharks           | Ailier, centre        | 8      |
| -    | David Kriel             | Bulls            | Centre, arrière       | 8      |
| -    | Johnny Matthews         | Glasgow Warriors | Talonneur             | 8      |
| -    | Edwill van der Merwe    | Lions            | Ailier                | 8      |

## Récompenses
Une nouvelle fois, les organisateurs de l'URC mettent en place des récompenses pour honorer les personnalités de la saison. Le troisième ligne centre des Bulls, Cameron Hanekom, reçoit le prix du jeune joueur de la saison.
L'ailier ou centre de Cardiff Rugby, Harri Millard (en), reçoit le prix du meilleur marqueur de la saison avec neuf essais marqués.
Ruben van Heerden (en), deuxième ligne des Stormers, remporte le prix de la "Tackle machine" (machine à plaquage) récompensant le joueur ayant le meilleur pourcentage de plaquages réussis, pour les joueurs ayant réalisés au moins 150 plaquages, il termine premier avec 98% de réussite et 171 plaquages.  
L'arrière de Cardiff Rugby, Cameron Winnett, remporte le prix de l'Iron Man, récompensant le joueur ayant disputé le plus de minutes avec un total de 1427 minutes durant la saison, il commence notamment les dix-huit matchs de la saison régulière en tant que titulaire. 
Ioan Lloyd remporte la récompense du Golden Boot pour avoir inscrit le plus grand nombre de points au pied avec 126 points,. 
Le demi d'ouverture ou centre des Stormers, Sacha Mngomezulu, remporte le prix du meilleur joueur de la saison Vodacom des franchises sud-africaines élu par les médias sud-africains, les quatre entraîneurs des franchises sud-africaines, ainsi que le sélectionneur de l'Afrique du Sud Johan Erasmus. 
L'entraîneur du Zebre Parma, Massimo Brunello (en), est élu "Entraîneur de la saison", par les quinze autres entraîneurs du championnat.
Finalement, RG Snyman remporte le prix du meilleur joueur de la saison, élu par les capitaines et vice-capitaines de la compétition. 
Mais aussi, une équipe-type de la saison est mise en place pour récompenser les meilleurs joueurs sur les quinze positions de jeu, elle est présentée ci-dessous dans le tableau.
| Distinction                           | Lauréat                | Club          |
| ------------------------------------- | ---------------------- | ------------- |
| Joueur de la saison (par les joueurs) | RG Snyman              | Leinster      |
| Entraîneur de la saison               | Massimo Brunello (en)  | Zebre Parma   |
| Jeune joueur de la saison             | Cameron Hanekom        | Bulls         |
| Meilleur marqueur                     | Harri Millard (en)     | Cardiff Rugby |
| Golden Boot                           | Ioan Lloyd             | Scarlets      |
| Tackle Machine                        | Ruben van Heerden (en) | Stormers      |
| Iron Man                              | Cameron Winnett        | Cardiff Rugby |

| Poste                  | Joueurs                       | Joueurs                       | Joueurs                       | Joueurs                       | Joueurs                       | Joueurs                       |
| ---------------------- | ----------------------------- | ----------------------------- | ----------------------------- | ----------------------------- | ----------------------------- | ----------------------------- |
| Arrière                | [15] Jamie Osborne            | [15] Jamie Osborne            | [15] Jamie Osborne            | [15] Jamie Osborne            | [15] Jamie Osborne            | [15] Jamie Osborne            |
| Trois quarts ailes     | [14] Darcy Graham             | [14] Darcy Graham             | [14] Darcy Graham             | [11] Blair Murray             | [11] Blair Murray             | [11] Blair Murray             |
| Trois quarts centres   | [13] Tom Farrell (en)         | [13] Tom Farrell (en)         | [13] Tom Farrell (en)         | [12] André Esterhuizen        | [12] André Esterhuizen        | [12] André Esterhuizen        |
| Charnière              | [10] Sacha Mngomezulu         | [10] Sacha Mngomezulu         | [10] Sacha Mngomezulu         | [9] Craig Casey               | [9] Craig Casey               | [9] Craig Casey               |
| Troisième ligne centre | [8] Cameron Hanekom           | [8] Cameron Hanekom           | [8] Cameron Hanekom           | [8] Cameron Hanekom           | [8] Cameron Hanekom           | [8] Cameron Hanekom           |
| Troisième ligne aile   | [7] Rory Darge                | [7] Rory Darge                | [7] Rory Darge                | [6] Jac Morgan                | [6] Jac Morgan                | [6] Jac Morgan                |
| Deuxième ligne         | [5] Tadhg Beirne              | [5] Tadhg Beirne              | [5] Tadhg Beirne              | [4] RG Snyman                 | [4] RG Snyman                 | [4] RG Snyman                 |
| Piliers                | [3] Wilco Louw                | [3] Wilco Louw                | [3] Wilco Louw                | [1] Jan-Hendrik Wessels       | [1] Jan-Hendrik Wessels       | [1] Jan-Hendrik Wessels       |
| Talonneur              | [2] Marnus van der Merwe (en) | [2] Marnus van der Merwe (en) | [2] Marnus van der Merwe (en) | [2] Marnus van der Merwe (en) | [2] Marnus van der Merwe (en) | [2] Marnus van der Merwe (en) |

## Bilan de la saison
Le Leinster remporte la compétition pour la neuvième fois de son histoire, la première sous le format du United Rugby Championship et pour la première fois depuis 2021 quand la compétition s'appelle alors Pro14, en s'imposant en finale, à domicile à Croke Park, contre les Bulls, de nouveau finalistes comme en 2024, sur le score de 32 à 7,.